# سلین ینینجی
سلین ینینجی (انگلیسی: Selin Yeninci؛ زادهٔ ۱۶ ژانویهٔ ۱۹۸۸) بازیگر اهل ترکیه است.